# 相模原市立藤野南小学校
相模原市立藤野南小学校（さがみはらしりつ ふじのみなみしょうがっこう）は、神奈川県相模原市緑区牧野にある公立小学校である。

## 沿革
- 2003年（平成15年）4月1日 - 2002年（平成14年）度末に閉校した牧野地域（牧野・篠原・菅井・牧郷）の4小学校を統合し、藤野町立藤野南小学校開校。校舎は、旧牧野小学校を改修して使用。
- 2004年（平成16年） - 学校給食実施。
- 2007年（平成19年）3月11日 - 藤野町の相模原市への合併により、相模原市立藤野南小学校と改称。

## 通学区域
- 相模原市緑区[1]
  - 牧野

## 進学中学校
- 相模原市緑区[2]
  - 相模原市立藤野中学校

## 学校周辺
- 神奈川県道76号山北藤野線
- 相模原市緑区役所牧野連絡所
- 津久井郡農業協同組合（JA津久井郡）牧野支店
- 藤野やまなみ温泉

## アクセス
- 神奈川中央交通「やまなみ温泉入口」バス停下車後、すぐ近く。